# Nikolaj Dmitrijevič Bělochvostikov
Nikolaj Dmitrijevič Bělochvostikov (rusky Николай Дмитриевич Белохвостиков; 1918 – 1984) byl sovětský diplomat, velvyslanec.

## Život
Absolvoval Moskevský institut historie, filozofie a literatury (1940) a Vysokou diplomatickou školu Lidového komisariátu zahraničních věcí SSSR. V letech 1942 až 1944 pracoval v ústřední administrativě Lidového komisariátu zahraničních věcí Sovětského svazu, poté do roku 1945 jako první tajemník sovětského velvyslanectví v Kanadě. Roku 1946 byl jmenován dočasným zmocněncem Sovětského svazu v Kanadě. Tuto funkci zastával až do roku 1949, kdy se stal pomocníkem vedoucího Druhého evropského oddělení Ministerstva zahraničních věcí SSSR.
V letech 1952 až 1956 byl poradcem velvyslanectví ve Velké Británii. Následně se vrátil na Druhé evropské oddělení, kde do roku 1958 zastával post zástupce vedoucího a poté do roku 1962 jeho vedoucího. V období let 1962 až 1967 působil jako sovětský velvyslanec ve Švédsku, poté až do roku 1975 zastával post vedoucího Oddělení skandinávských států Ministerstva zahraničních věcí Sovětského svazu. Od roku 1975 do roku 1981 byl velvyslancem pro speciální úkoly Ministerstva zahraničních věcí SSSR.
Bělochvostikov byl ženat s Antoninou Romanovnou Ljaminovou, s níž měl dceru, herečku Nataliji Nikolajevnu Bělochvostikovovou.